# Walter Kroker
Walter Kroker (* 1943) ist ein ehemaliger Landrat des  südbrandenburgischen Landkreises Elbe-Elster sowie des Altkreises Bad Liebenwerda.

## Leben und Wirken
Der in Elsterwerda lebende Diplom-Ingenieur für Fördertechnik,  war vor seiner Tätigkeit als Landrat zwanzig Jahre in der Projektierung tätig. Im Oktober 1993 wurde er zum Landrat des Landkreises Bad Liebenwerda gewählt, wo im August 1993 der bisherige Amtsinhaber Andreas Buschbacher verstorben war. Bereits in den drei Jahren zuvor fungierte hier Kroker in dieser Funktion als Buschbachers Stellvertreter. Nachdem im Dezember 1993 der Landkreis Bad Liebenwerda im Zuge der Kreisreform in Brandenburg mit den Landkreisen Herzberg und Finsterwalde im Landkreis Elbe-Elster aufging, wurde Kroker 1994 als christdemokratischer Kandidat mit 13 Stimmen Vorsprung vor dem zweitplatzierten Klaus Richter von der SPD zum Landrat des neuentstandenen Landkreises Elbe-Elster gewählt. In dieser Funktion war Kroker bis Februar 2002 tätig. Von April 2004 bis August 2006 übte er im Landkreis Oberspreewald-Lausitz das Amt des  Ersten Beigeordneten aus.

## Ehrenamt
- Walter Kroker gehört zum Ehrenvorstand des Fördervereins Besucherbergwerk F60 e.V.[4]